# 梁肯堂 (順治進士)
梁肯堂。山西澤州人，清朝政治人物。
顺治三年（1646年），清朝入關後首開會試，梁肯堂中式进士，授山東掖縣知縣。